# Fabian Ebenhoch
Fabian Ebenhoch (* 12. Jänner 1979) ist ein ehemaliger österreichischer Skispringer und heutiger Skisprungtrainer.

## Werdegang
Von 1998 bis 2000 trat Ebenhoch insgesamt fünfmal bei Weltcup-Springen an. Sein erstes Weltcup-Springen bestritt er dabei am 6. Jänner 1998 in Bischofshofen. Er beendete das Springen punktlos auf dem 42. Platz. Die folgenden drei Springen in Harrachov, Innsbruck und Iron Mountain konnte er in den Punkterängen beenden. Lediglich in seinem letzten Weltcup-Springen in Iron Mountain am 27. Februar 2000 blieb er erneut punktlos. Seine größten internationalen Erfolg erreichte er bei der Winter-Universiade 1999 im slowakischen Poprad, als er punktgleich mit Łukasz Kruczek das Springen von der Normalschanze gewinnen konnte und mit der österreichischen Mannschaft im Teamwettbewerb Silber holte.
Ebenhoch war Nationaltrainer des italienischen Damen-Nationalkaders und betreut zudem als Sprungtrainer den Nachwuchs der Nordischen Kombinierer.
Im Mai 2011 wurde Ebenhoch Cheftrainer der italienischen Kombinierer. Seit Mai 2013 ist er Cheftrainer der Schweizer Damenskisprungmannschaft.

## Statistik

### Weltcup-Platzierungen
| Saison  | Platz | Punkte |
| ------- | ----- | ------ |
| 1998/99 | 89.   | 06     |
| 1999/00 | 69.   | 10     |